# M/S Hans Hedtoft
M/S Hans Hedtoft var et dansk motorskib, der d. 30. januar 1959 på sin hjemrejse fra Grønland ramte et isbjerg og sank. Det var opkaldt efter den tidligere statsminister Hans Hedtoft.
Skibet var i 1959 den Kongelige Grønlandske Handels (KGH) største og nyeste på 2.800 bruttoregisterton. Det blev bygget på Frederikshavn Værft & Tørdok i Frederikshavn med byggenummer 226, påbegyndt den 13. august 1958 og færdiggjort den 17. december. Skibet var specielt konstrueret til sejlads i isfyldt farvand, og var bygget med blandt andet en forstærket stævn og dobbeltbund, men ikke dobbeltskrog. Endvidere var det inddelt i syv vandtætte rum, hvorfor det ifølge beregningerne skulle kunne holde sig flydende, selv om det ene rum blev fyldt med vand. Men modsat andre polarskibe, var M/S Hans Hedtoft kun svejset på spanterne, og ikke også nittet. Dette bevirkede, at skibet blev mere stift og derfor havde sværere ved at modstå sammenstød med f.eks. isbjerge.
M/S Hans Hedtoft indledte sin jomfrurejse med afsejling fra København den 7. januar 1959, og det gennemførte rejsen til Julianehåb i Grønland på rekordtid. I Grønland anløb skibet flere havne, inden returrejsen fra Julianehåb mod København blev påbegyndt den 29. januar.

## Forliset
Da M/S Hans Hedtoft var udråbt til at være synkefrit, blev der ikke taget specielt hensyn til advarsler om isbjerge, hvilket blev skæbnesvangert. Men blandt mange af rederiets egne kaptajner var der stor modstand mod helårssejlads i det arktiske farvand, specielt i farvandet omkring Kap Farvel. Denne frygt blev dog fra politisk hold tiet ihjel.
Den 30. januar 1959 kl. 13.56 modtog vejrstationen i Prins Christians Sund et mayday fra skibet, at det var kollideret med et isbjerg 20 sømil syd for Kap Farvel. Den tyske trawler Johannes Krüss befandt sig ca. 25 sømil øst for M/S Hans Hedtoft og sejlede på trods af meget dårligt vejr mod positionen. Kl. 17.41 meddelte M/S Hans Hedtoft "Vi synker langsomt...". Det var det sidste, man hørte til M/S Hans Hedtoft.
I de følgende dage ledte skibe og flyvemaskiner efter vraggods og eventuelle overlevende. Man fandt dog intet. De 40 besætningsmedlemmer og 55 passagerer formodedes omkomne og er ikke siden set.
Med sig til havets bund tog skibet kirkebøger fra sognene i Syd- og Midtgrønland, da det var bestemt at de skulle på arkiv i Danmark. Ni måneder senere drev en redningskrans i land i Island. Det er det eneste vraggods, der er fundet. Redningskransen kan i dag ses i Frelserens Kirke i Qaqortoq.

## Det danske "Titanic"
Det er fortsat en gåde, hvordan skibet kunne forlise. M/S Hans Hedtoft er blevet kaldt det danske Titanic, idet skibet, ligesom Titanic, på sin jomfrurejse påsejlede et isbjerg og sank, selvom skibet blev betragtet som synkefrit.
Grønlandsminister Johannes Kjærbøl blev i Folketinget truet med en rigsretssag fra Venstre, Konservative og Socialistisk Folkeparti, da han angiveligt havde vildledt tingets medlemmer i forbindelse med oplæsning af en erklæring fra kaptajnerne ansat ved KGH, hvoraf han havde undladt at nævne to kaptajners advarsel imod vintersejlads med skib til Grønland.

## Eftertiden
M/S Hans Hedtofts forlis gav anledning til, at der blev projekteret og bygget fire inspektionsskibe til Søværnet, specielt designet til arktisk sejlads. Disse inspektionsskibe af Hvidbjørnen-klassen indgik i flåden fra starten af 1960'erne.
En mindesten for de omkomne blev afsløret den 30. januar 2005 på Nordatlantens Brygge i København.
Gennem årene har der været adskillige forsøg på at lokalisere M/S Hans Hedtofts vrag, men det er endnu ikke lykkedes. Siden 2004 har navigatør Claude Enoch kæmpet for at rejse penge til at finde skibet.
Galathea-ekspeditionen meddelte den 12. september 2006, at man ville lede efter vraget på to sandsynlige lokaliteter, men denne eftersøgning gav heller ikke noget resultat.